# Beyries
Beyries ist eine französische Gemeinde mit 123 Einwohnern (Stand 1. Januar 2022) im Département Landes in der Region Nouvelle-Aquitaine (vor 2016: Aquitanien). Sie gehört zum Arrondissement Dax und zum Kanton Coteau de Chalosse.
Der Name in der gascognischen Sprache lautet Veirias. Er ist eine Ableitung aus dem gascognischen Wort Veiria (deutsch Glas).
Die Einwohner werden Beyrissois und Beyrissoises genannt.

## Geographie
Beyries liegt ca. 40 Kilometer südöstlich von Dax in der Landschaft Chalosse der historischen Provinz Gascogne an der Grenze zum Département Pyrénées-Atlantiques.
Umgeben wird Beyries von den Nachbargemeinden:
| Castaignos-Souslens                       |                                             | Argelos    |
|                                           | Kompassrose, die auf Nachbargemeinden zeigt |            |
| Sault-de-Navailles (Pyrénées-Atlantiques) |                                             | Bassercles |

Beyries liegt im Einzugsgebiet des Flusses Adour.
Der Ruisseau de Benzi, ein Nebenfluss des Luy de Béarn, fließt an der südlichen Gemeindegrenze entlang.

## Geschichte
Im Jahre 1530 feierte der französische König Franz I. in Beyries die Hochzeit mit Eleonore von Kastilien. Die Gemeinde liegt an der Via Lemovicensis, einem der Pilgerwegs nach Santiago de Compostela.

### Einwohnerentwicklung
Nach Beginn der Aufzeichnungen stieg die Einwohnerzahl in der Mitte des 19. Jahrhunderts auf einen Höchststand von 245. In der Folgezeit sank die Größe der Gemeinde bei kurzen Erholungsphasen bis zu den 1960er Jahren auf rund 80 Einwohner, bevor eine moderate Wachstumsphase einsetzte, die heute noch andauert.
| Jahr      | 1962 | 1968 | 1975 | 1982 | 1990 | 1999 | 2006 | 2012 | 2021 |
| --------- | ---- | ---- | ---- | ---- | ---- | ---- | ---- | ---- | ---- |
| Einwohner | 107  | 83   | 82   | 85   | 94   | 86   | 93   | 113  | 125  |

## Sehenswürdigkeiten

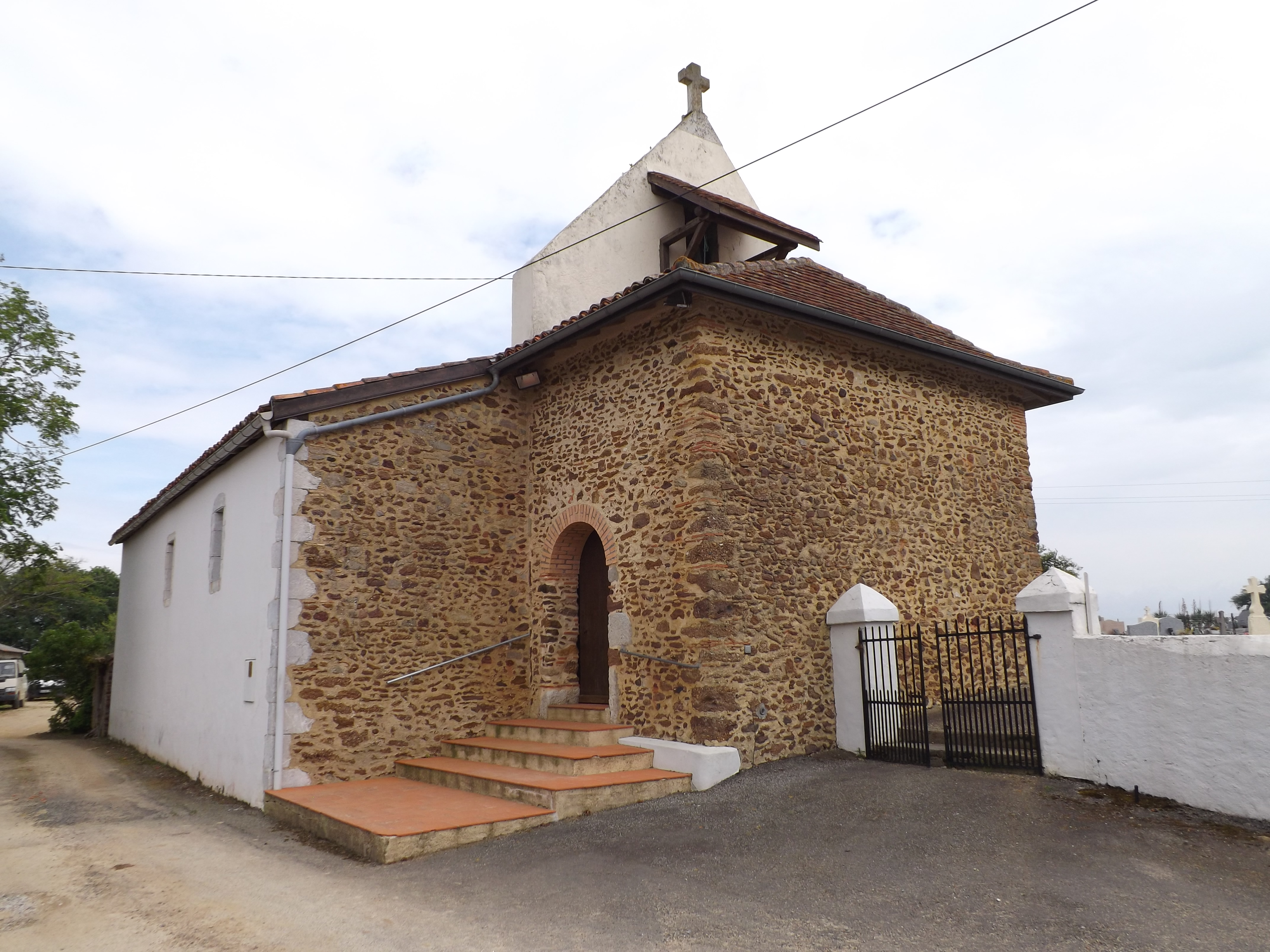
Pfarrkirche Saint-Blaise

- Pfarrkirche, gewidmet dem heiligen Blasius. Aufgrund der Schlichtheit ihres romanischen Grundrisses wird ihre Errichtung auf das 12. Jahrhundert datiert. Im Mittelalter gehörte sie zum Erzpriestertum von Sault-de-Navailles des Bistums Lescar. Das nördliche Seitenschiff und die Vorhalle kamen in einer späteren Zeit hinzu, vermutlich im 18. oder 19. Jahrhundert. Das Langhaus öffnet sich über einen rundbogenförmigen Triumphbogen zum Chor mit einer halbrunden Apsis, die leicht schmaler ist als das Langhaus. Das Hauptschiff ist mit dem schmalen Seitenschiff durch zwei große Rundbogenarkaden getrennt. Ein dreieckiger Glockengiebel dominiert die Westfassade. Er ist mit einer Öffnung für die Glocke unterbrochen, die mit einem kleinen Vordach geschützt wird. Das Betätigen der Glocke am Mittag und am Abend erfolgt manuell. Der Glöckner stellt sich hierfür auf einer Leiter und schlägt die Glocke mit zwei Kieselsteinen in einem Rhythmus, der sein Geheimnis ist. Eine kleine Vorhalle mit einem Eingang auf der Nordseite in an das Kirchengebäude gebaut. Fünf Glasfenster sind Werke des Glasmalers Jacques Leuzy aus Moissac (Département Tarn-et-Garonne) aus dem Jahr 1963. Sie stellen den leidenden Christus, die Unbefleckte Empfängnis sowie christliche Symbole und geometrische Motive dar. Die Arbeiten, die in jüngster Zeit durchgeführt wurden, haben im Chor in der Längsachse eine frühere Fensteröffnung aus der mittelalterlichen Zeit entdeckt.[8][9]

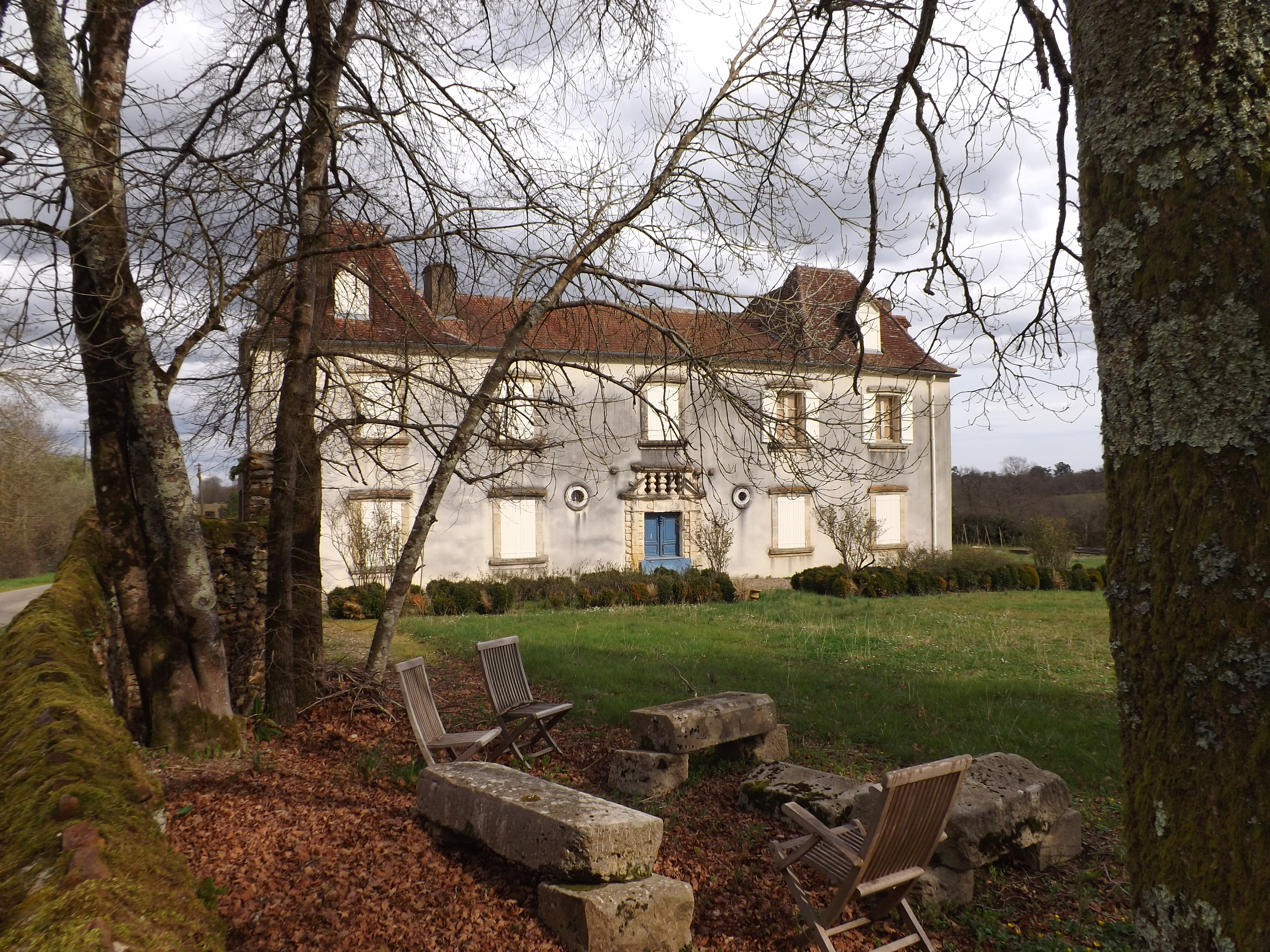
Schloss Beyries

- Schloss Beyries. Es handelt sich um ein kleines Adelshaus aus dem 17. Jahrhundert mit einem zweigeschossigen Wohntrakt, der von zwei Pavillons eingerahmt wird. Neun Kamine aus dem 17. Jahrhundert konnten bewahrt werden, die zur Eintragung des Schlosses als Monument historique seit dem 12. April 2001 beigetragen haben.[10]

## Wirtschaft und Infrastruktur
Ackerbau, Viehzucht und Bienenzucht sind traditionell die Schwerpunkte der Wirtschaft der Gemeinde.

Logo des Jakobswegs

### Sport und Freizeit
Der Fernwanderweg GR 654 von Namur in Belgien über Vézelay nach Saint-Jean-Pied-de-Port durchquert das Zentrum der Gemeinde. Er folgt der Via Lemovicensis, einem der vier historischen „Wege der Jakobspilger in Frankreich“.

### Verkehr
Beyries wird durchquert von der Route départementale 458.